# Titanowodginita
La titanowodginita és un mineral de la classe dels òxids que pertany al grup de la wodginita. Rep el seu nom en al·lusió al seu contingut en titani i a la seva relació amb la wodginita.

## Característiques
La titanowodginita és un òxid de fórmula química Mn²⁺TiTa₂O₈. Cristal·litza en el sistema monoclínic. Els cristalls tenen forma de diamant, {111} dipiramidal, amb {101}, {100}, com a plans euèdrics individuals, de fins a 1 cm, i en agregats. La seva duresa a l'escala de Mohs és 5,5.
Segons la classificació de Nickel-Strunz, la titanowodginita pertany a «04.DB - Metall:Oxigen = 1:2 i similars, amb cations de mida mitjana; cadenes que comparteixen costats d'octàedres» juntament amb els següents minerals: argutita, cassiterita, plattnerita, pirolusita, rútil, tripuhyita, tugarinovita, varlamoffita, byströmita, tapiolita-(Fe), tapiolita-(Mn), ordoñezita, akhtenskita, nsutita, paramontroseïta, ramsdel·lita, scrutinyita, ishikawaïta, ixiolita, samarskita-(Y), srilankita, itriocolumbita-(Y), calciosamarskita, samarskita-(Yb), ferberita, hübnerita, sanmartinita, krasnoselskita, heftetjernita, huanzalaïta, columbita-(Fe), tantalita-(Fe), columbita-(Mn), tantalita-(Mn), columbita-(Mg), qitianlingita, magnocolumbita, tantalita-(Mg), ferrowodginita, litiotantita, litiowodginita, wodginita, ferrotitanowodginita, wolframowodginita, tivanita, carmichaelita, alumotantita i biehlita.

## Formació i jaciments
La titanowodginita va ser descoberta a la mina Tanco, al llac Bernic (rea Lac-du-Bonnet, Manitoba, Canadà) en una zona complexa d'una pegmatita granítica. També ha estat descrita a la pegmatita La Viquita, a Sierra de la Estranzuela (Província de San Luis, Argentina); dos indrets d'Ontario (Canadà); tres indrets del Campo nell'Elba, a l'illa d'Elba (Província de Liorna, Itàlia) i la mina Yichun, al districte de Yuanzhou (Jiangxi, Xina).
Sol trobar-se associada a altres minerals com: microlita, manganocolumbita, albita, quars, moscovita i beril.